# Pachysauriscus giganteus
Pachysauriscus giganteus es una especie dudosa del género extinto Pachysauriscus (“lagarto grueso”) de dinosaurio prosaurópodo plateosáurido, que vivió a finales del período Triásico, hace aproximadamente entre 210 millones de años, en el Noriense, en lo que es hoy Europa.